# Iodoacétamide
Pour les articles homonymes, voir IAA.
L'iodoacétamide (IAA) est un composé organo-iodé de formule brute C2H4INO. C'est un agent alkylant utilisé dans la cartographie des peptides. Son action est semblable à celle de l'acide iodoacétique. Il est communément utilisé pour se lier de façon covalente avec le groupe thiol de la cystéine afin que cette protéine ne forme pas de liaison disulfure,. Il est aussi utilisé dans les études sur l'ubiquitine comme inhibiteur des désubiquitinases (DUB) car il alkyle les résidus de cystéine sur le site actif des DUB. L'iodoacétamide peut également induire une gastrite légère et est utilisé dans les modèles de sensibilisation gastrique chronique (iodoacétamide 0.1% dans l'eau de boisson du rongeur durant 7 jours). Comme beaucoup d'autres agents alkylants, l'iodacétamide est très toxique. Sur les souris de laboratoire, il a été montré qu'il peut provoquer des tumeurs de la peau et affecter négativement leur reproduction.

## Inhibiteur de peptidase
L'iodoacétamide est un inhibiteur irréversible de toutes les cystéine peptidases, ce mécanisme d'inhibition se faisant par alkylation des résidus cystéine :

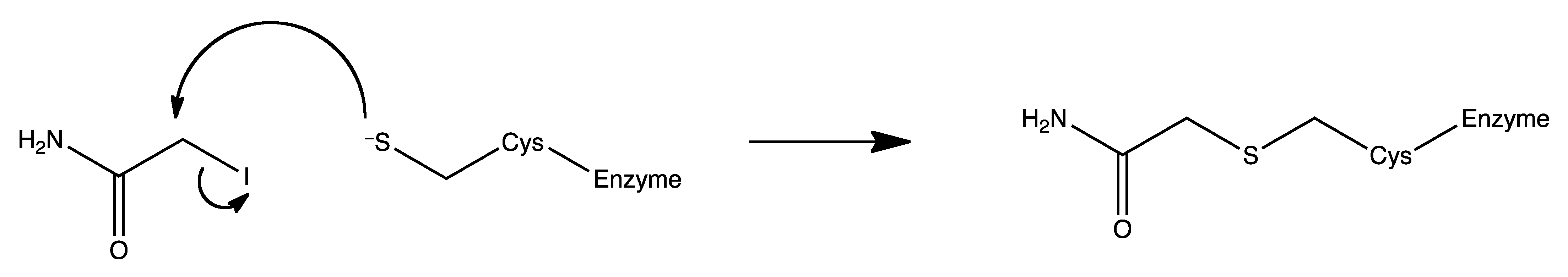
Schéma de l'inhibition irréversible de peptidases de cystéine par l'iodoacétamide.

Comparé à l'acide carboxylique, l'acide iodoacétique réagit de façon sensiblement plus rapide. Cette observation semble contradictoire avec la réactivité chimique standard de ces groupes fonctionnels, cependant l'existence d'interactions favorables entre le cation imidazolium de l'histidine et le groupe carboxylate chargé négativement semble être la raison de cette réactivité relative accrue par rapport à l'iodoacétamide.